# Felipe de Ugarte y Lambert de Sainte Croix
Felipe de Ugarte y Lambert de Sainte Croix (Sant Sebastià, 2 d'abril de 1916 - 1988) va ser un militar, funcionari i polític espanyol, alcalde de Sant Sebastià durant el règim franquista.

## Biografia
Va començar el batxillerat a la seva ciutat natal, acabant-lo a París, on va viure amb la seva família diversos anys. Va començar estudis de Dret i Enginyeria, però els va interrompre per la guerra de 1936 sense arribar mai a finalitzar-los.
Va ingressar com a voluntari a l'exèrcit del bàndol nacional a l'inici de la guerra, que va acabar aconseguit el grau de tinent provisional d'Artilleria. Va seguir en l'Exèrcit després de finalitzar la guerra i va arribar a tinent coronel, diplomat d'Estat Major, i va obtenir per oposició un lloc de funcionari del Ministeri d'Informació i Turisme, passant a la reserva.
En 1953 va ser nomenat Delegat Provincial a Guipúscoa del Ministeri d'Informació i Turisme, càrrec que va ocupar durant més de 3 lustres. En aquest càrrec va ser el màxim responsable de controlar els mitjans d'informació a Guipúscoa i exercir eventualment la censura, així com responsable del foment del turisme; sent una persona influent dins del Moviment a escala local.

### Alcalde de Sant Sebastià (1969-74)
A proposta del governador civil va ser designat alcalde de Sant Sebastià al juny de 1969, com a successor de Miguel Muñoa Caresson.
Entre les actuacions que va desenvolupar al capdavant de l'Ajuntament, va signar la venda de la Companyia Telefònica Municipal de Sant Sebastià (1970); va aprovar l'enderrocament de l'edifici de l'antic Casino Gran Kursaal (1972); va comprar el Palacio de Miramar, amb totes les seves pertinences i terrenys a Joan de Borbó (1973) i va autoritzar la demolició de la Plaça de Toros del Txofre.
Com a alcalde li va tocar viure bona part de l'agitació política dels últims anys del franquisme, incloent el Procés de Burgos (desembre de 1970) o l'assassinat de Carrero Blanco per ETA (desembre de 1973). En 1974, sent ja un alcalde bastant impopular va ser nomenat governador civil d'Àlaba i substituït en el seu càrrec com a alcalde.
Va ser triat procurador a les Corts franquistes durant la X Legislatura (1971-77) com a representant de l'administració local de Guipúscoa, en virtut del seu càrrec com a alcalde de la capital i principal població de la província. Va cessar com a procurador el 25 de juny de 1974 substituït per Fernando de Otazu, una vegada que havia deixat de ser alcalde.

### Governador Civil d'Àlaba i Biscaia (1974-76)
El 8 de febrer de 1974 Felipe d'Ugarte va ser nomenat governador civil i cap provincial del Moviment a Àlaba. Des d'aquest càrrec se li pot considerar com un primer precursor en la formació d'una xarxa de centres cívics o cases de cultura en els barris de Vitòria, o almenys un dels primers càrrecs locals a llançar aquesta idea públicament.
A la fi de desembre de 1975 va cessar com a governador civil d'Àlaba i va passar a ocupar el càrrec el càrrec equivalent a Biscaia. No obstant això només va estar 8 mesos en aquest càrrec, fins a l'11 d'agost de 1976 quan va ser substituït per José Antonio Zarzalejos Altares com a governador civil. Adolfo Suárez havia estat elegit president del govern pel rei Joan Carles I només un mes abans i va procedir a substituir un bon nombre de governadors civils per uns altres més afins als seus plans reformistes. Durant el seu mandat de 8 mesos com a governador civil de Biscaia, ETA-m va assassinar l'alcalde de Galdakao i al cap del Moviment a Basauri. També va morir un guàrdia civil electrocutat en retirar una ikurriña-trampa a Barakaldo.
La figura de Felipe de Ugarte, que comptava amb 60 anys, desapareix de la vida política a partir d'aquest moment.